# 飛燕小花介
飛燕小花介（学名：Cytherelloidea delphinina）为小浪花介科小花介屬下的一个种。